# Natriumperrhenat
Natriumperrhenat ist eine chemische Verbindung aus der Gruppe der Perrhenate.

## Gewinnung und Darstellung
Natriumperrhenat kann durch Reaktion von Natriumhydroxid mit Perrheniumsäure gewonnen werden.
{\displaystyle \mathrm {NaOH+HReO_{4}\longrightarrow NaReO_{4}+H_{2}O} }

## Eigenschaften
Natriumperrhenat ist ein weißer Feststoff, der leicht löslich in Wasser und Ethanol ist. Er besitzt eine tetragonale Kristallstruktur vom Scheelit-Typ mit der Raumgruppe I41/a (Raumgruppen-Nr. 88) und den Gitterparametern a = 536,2 pm und c = 1171,8 pm.